# Alexander S. Douglas
Alexander Shafto “Sandy” Douglas CBE (21 de maio de 1921 - 29 de abril de 2010) foi um professor britânico de ciência da computação, creditado por criar o primeiro jogo de computador gráfico, OXO, uma versão de jogo da velha, em 1952 no computador EDSAC na Universidade de Cambridge. 
Ele nasceu em Londres, Inglaterra, e frequentou a Universidade de Cambridge em 1950. Ele escreveu uma tese que se concentrou em interações humano-computador e precisava de um exemplo para provar suas teorias. Naquela época, Cambridge era o lar do segundo computador de programa armazenado, o EDSAC ou Calculadora Automática de Armazenamento de Atraso Eletrônico (o primeiro sendo o “Baby” da Universidade de Manchester, que executou seu primeiro programa em 21 de junho de 1948). Isso deu a Douglas a oportunidade de provar suas descobertas programando o código para um jogo simples em que um jogador pode competir contra o computador, OXO. Depois de sua passagem por Cambridge, ele criou o Laboratório de Computação da Universidade de Leeds, e foi lá que ele se interessou pela aplicação de computadores a problemas empresariais.